# Nichiren
(Nichiren)
Nichiren (日蓮?, Nichiren; Kominato, 16 febbraio 1222 – Ikegami, 13 ottobre 1282) è stato un monaco buddhista giapponese, fondatore di una delle maggiori correnti del Buddismo giapponese, che da lui prende il nome di Buddismo Nichiren e comprende diverse scuole di pensiero – tutte derivanti dalla corrente detta Mahayana – il cui testo di riferimento è il Sutra del Loto predicato dal Buddha Shakyamuni.
Nato Zennichimaro (善日麿), cambiò nome in Zeshō-bō Renchō (是生房蓮長) quando fu ordinato monaco nel 1238 e infine, nel 1253, assunse il nome di Nichiren (日蓮) col quale è ricordato.
Dopo la morte ha ricevuto altri appellativi che esprimono rispetto per lui o rappresentano la sua posizione della storia del Buddismo. I più comuni sono Shōnin (日蓮上人 o 日蓮聖人; traducibile come: «saggio» o «santo») e Daishōnin (日蓮大聖人; dove il prefisso Dai sta per: «grande»). La corte imperiale Giapponese l'ha inoltre insignito dei titoli onorifici di Daibosatsu (日蓮大菩薩; «Grande bodhisattva») e Risshō Daishi (立正大師; «Gran Maestro Risshō»), formalizzati nel 1358 e poi nuovamente nel 1992.
Fin dalla nascita del Buddismo da lui fondato, Nichiren fu figura estremamente controversa e molte fra scuole nate dai suoi insegnamenti proseguono tali controversie. Alla base degli spunti polemico-dottrinali, la convinzione di ognuna di queste scuole che la propria dottrina sia l'unica forma corretta di Buddismo, come lo fu all'inizio per lo stesso Nichiren.

## Biografia

### Nascita, istruzione, primi insegnamenti
Zennichimaro nacque a Kominato, piccolo villaggio di pescatori nell'antica provincia di Awa, durante il periodo Kamakura. All'età di 11 anni iniziò gli studi buddisti nel vicino monastero di scuola Tendai di Seichō-ji (清澄寺, chiamato anche Kiyosumi-dera) e fu ordinato monaco Tendai con il nome di Zeshō-bō Renchō all'età di 16 anni. Studiò sotto il maestro Dōzen-bō (道善房, ?-1276) che lo iniziò alla pratica del nembutsu (念佛).

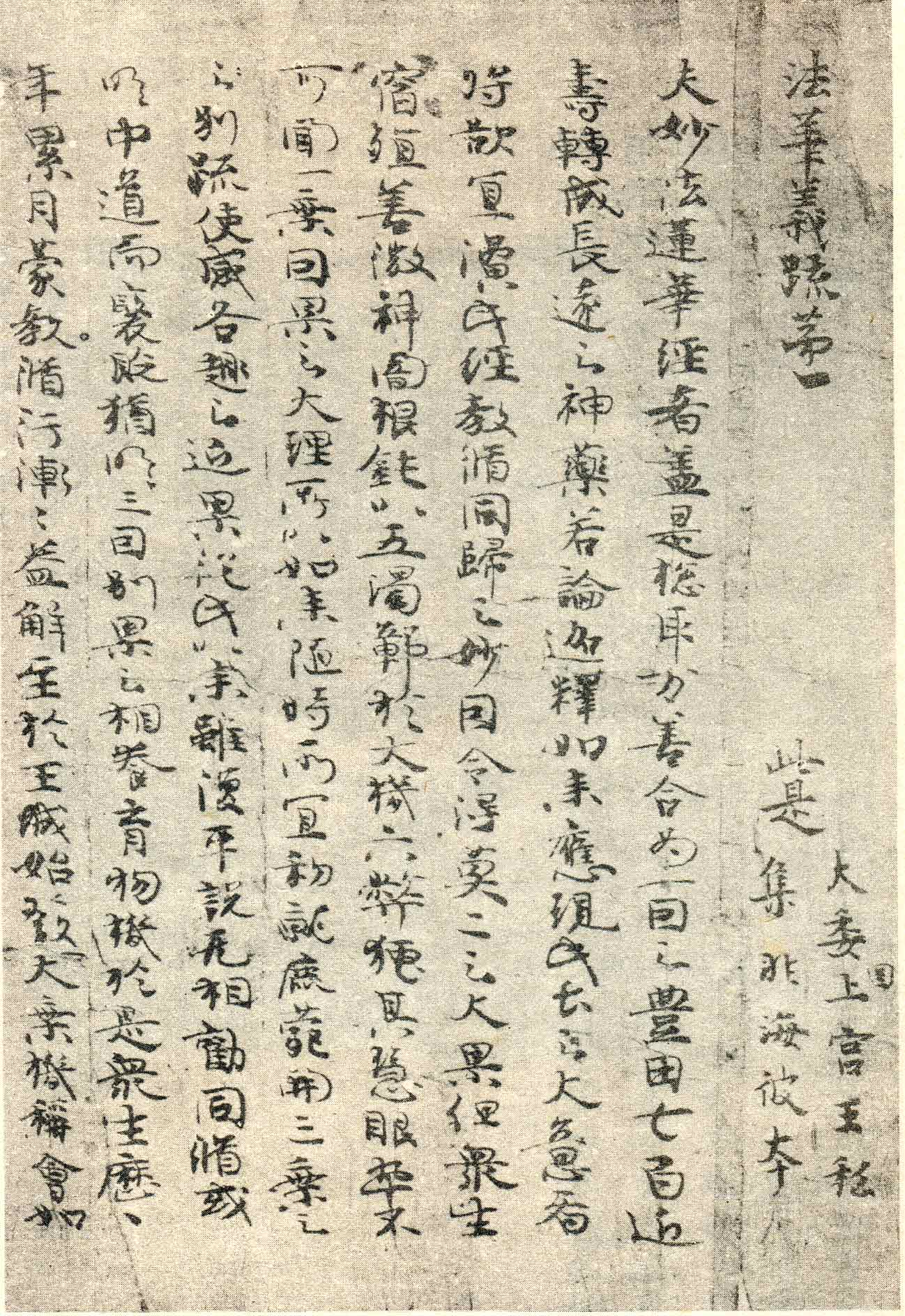
Copia del Sutra del Loto attribuita al principe Shōtoku (聖徳太子, 573–621).

Poco dopo lasciò il Seichō-ji per continuare i suoi studi a Kamakura dove, come era costume per i monaci Tendai, approfondì le dottrine del Buddismo Zen e dello Jōdo-shū. Diversi anni dopo lo troviamo a perfezionare gli studi nella zona di Kyōto–Nara, dove erano situati tutti i maggiori centri buddisti dell'epoca. In particolare, nel 1242 è attestata la sua presenza sul Monte Hiei, sede dello Enrya, oggetto di uno degli studi più importanti del patriarca cinese Zhìyǐ (智顗, 538-597), autore che Nichiren conosceva perfettamente e che verrà più volte citato nei suoi scritti. Il riconoscimento di tale esclusiva preminenza lo portò a staccarsi dagli altri insegnamenti buddisti – compresi alcuni della stessa scuola Tendai – e a rientrare al Seichō-ji nel 1253.
Il 28 aprile 1253, per la prima volta proclamò pubblicamente che tutte le forme di Buddismo erano incomplete e false e che solo gli insegnamenti del Sutra del Loto contenevano l'autentico Buddismo. Proclamò anche la pratica della recitazione del suo titolo, Nam myōhō renge kyō (南無妙法蓮華経), come pratica buddista esclusiva. Con tale atto egli intendeva affermare che la devozione e la pratica della recitazione del Sutra del Loto erano l'unico vero Buddismo per l'epoca storica corrente (indicata come Mappō, 末法, «ultimo periodo del Dharma»). In questa occasione mutò anche il proprio nome in Nichiren, ove il carattere kanji per nichi (日) significa: «sole» e quello per ren (蓮) significa: «loto».
Da questa data – che tutte le scuole del Buddismo Nichiren prendono come loro data di fondazione (立宗: risshū) – la vita di Nichiren fu segnata da continui conflitti con le autorità politiche e religiose del suo Paese. Da allora, dopo essere stato espulso dal monastero Tendai Seichō-ji, il monaco iniziò a diffondere i suoi insegnamenti da Kamakura, all'epoca capitale de facto del Giappone in quanto residenza dello Shōgun. Diversi praticanti buddisti, monaci e laici – tra cui anche numerosi samurai – iniziarono a seguire i suoi insegnamenti e a riconoscerlo come autorità religiosa. Tuttavia non fu mai intenzione di Nichiren riformare il Buddismo giapponese, quanto piuttosto far cessare il supporto del governo alle scuole che lo rappresentavano in quel momento storico e dissuadere i buddisti giapponesi dal seguirle, poiché era convinto che non insegnassero l'autentico Buddismo, che secondo lui corrispondeva esclusivamente alle dottrine esposte nel Sutra del Loto.

### IlRisshō Ankoku Ron
(Nichiren, Risshō Ankoku Ron)

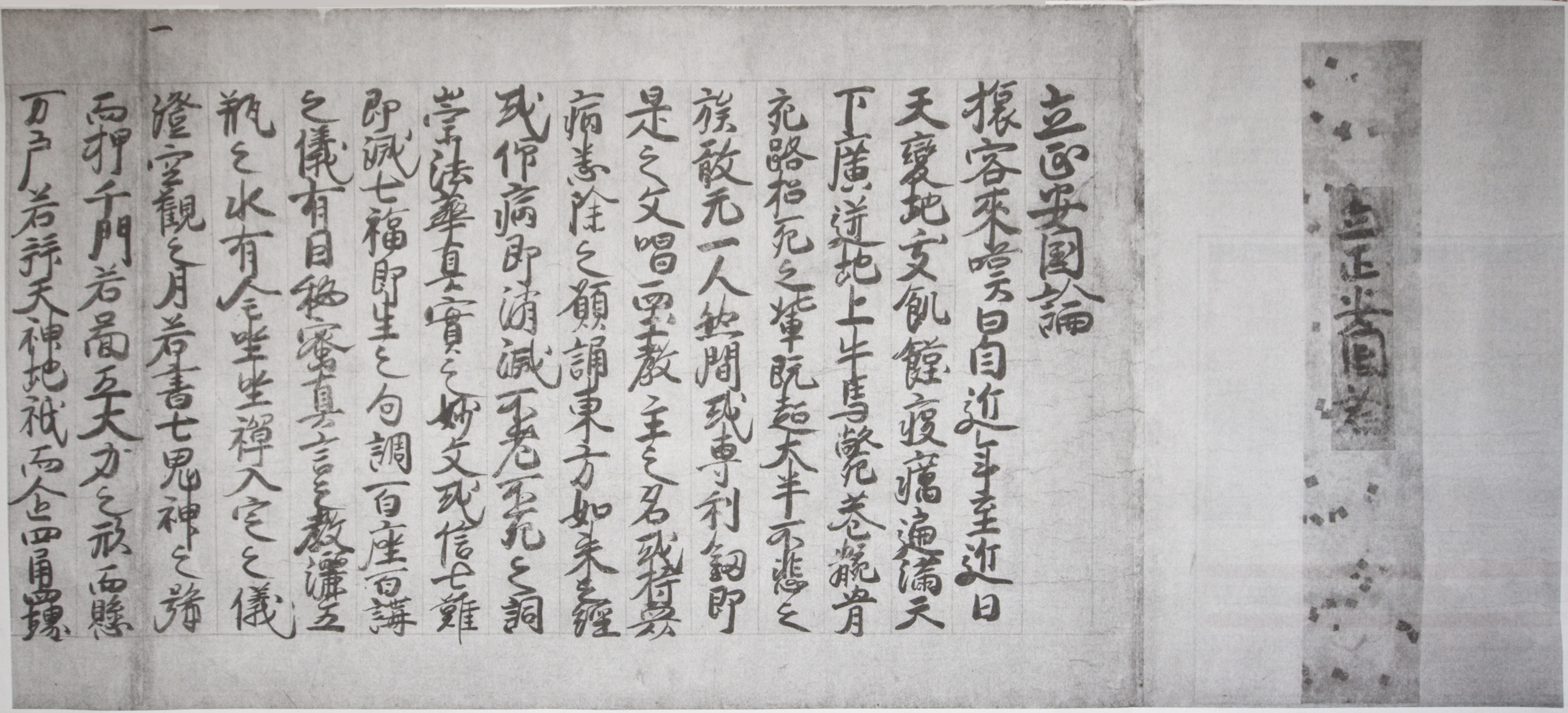
Sezione del Risshō Ankoku Ron

Nichiren espresse chiaramente la sua posizione in uno dei suoi scritti più importanti: il Risshō Ankoku Ron (立正安国論 «Assicurare la pace nel paese attraverso la propagazione del vero Buddismo», 1260) il quale rappresenta il primo di tre ammonimenti alle autorità politiche del Giappone dell'epoca, ovvero al clan Hōjō (北条氏, Hōjō-uji), che ricoprirono il ruolo di shikken (執権) dal 1213 al 1333. In questo scritto Nichiren espose la necessità che lo stesso imperatore riconoscesse e accettasse l'unica vera e corretta forma di Buddismo (立正: risshō, cinese: lìzhèng) come l'unico modo per dare pace e prosperità al Paese e porre fine alle sofferenze che lo angustiavano. La vera e corretta forma di insegnamento buddista secondo lui risiedeva nella recitazione del titolo del Sutra del Loto (daimoku 題目); tutti gli altri insegnamenti propugnati dalle altre scuole non rappresentavano l'autentico Dharma del Buddha Śākyamuni.
Le critiche di Nichiren alle altre scuole buddiste, riportate nel Risshō Ankoku Ron, si rivolgevano in particolare:
- allo Jōdo-shū, per l'aver posto il Buddha Amitābha (阿彌陀佛, Amida Butsu) in un ruolo di preminenza rispetto al Buddha Śākyamuni (釋迦牟尼佛, Shakamuni Butsu) e quindi nell'aver mutato la scala valoriale dello stesso Buddismo;
- al Buddismo Zen per aver questa scuola dimenticato il ruolo dei sutra, delle scritture buddiste e in particolar modo del Sutra del Loto;
- alla scuola Tendai, per aver accolto sul suolo giapponese gli insegnamenti esoterici (Mikkyō, denominati nel Tendai come 台密 Taimitsu) propri anche dello Shingon.

Da ciò si evince che, in ultima analisi, Nichiren non intese mai fondare una nuova scuola buddista, quanto piuttosto riportare l'insegnamento buddista alle sue presunte origini, ovvero alla preminenza del Sutra del Loto così come insegnato nell'antica scuola cinese Tiāntái e dal suo fondatore Zhìyǐ (giapp. Chigi o Chisha). Fatta salva la scuola Shingon, tutti i fondatori delle scuole criticate da Nichiren erano come lui monaci Tendai e in quanto tali avrebbero dovuto, secondo gli stessi insegnamenti della loro scuola, predicare la preminenza del Sutra del Loto sulle altre dottrine. Rispetto alla scuola cinese Tiāntái e al suo fondatore Zhìyǐ, costanti riferimenti scritturali per Nichiren, le uniche importanti modifiche apportate da Nichiren furono la predicazione della esclusiva pratica del daimoku, ritenuta unica pratica spirituale esercitabile nell'era del mappō, e il rifiuto di creare un sistema che accogliesse insegnamenti differenti.
Basandosi su profezie e previsioni fatte in diversi Sutra dal Buddha Śākyamuni, Nichiren attribuì l'avvento nel suo tempo di malattie, epidemie e disastri naturali (in particolare siccità, tifoni e terremoti) all'adesione da parte dell'imperatore e della popolazione alle altre forme di Buddismo che egli considerava eretiche o inadatte all'epoca del mappō, in accordo con la visione buddista giapponese del tempo che divideva la storia successiva alla morte del Buddha Śākyamuni in tre distinti periodi:
- "Primo periodo del Dharma" (正法 cin. zhèngfǎ; giapp. shōbō), i primi mille anni dopo la scomparsa del Buddha;
- "Medio periodo del Dharma" (像法 cin. xiàngfǎ; giapp. zōhō), il secondo periodo di mille anni;
- "Ultimo periodo del Dharma" (末法 cin. mòfǎ; giapp. mappō), i 10.000 anni successivi.

Nel Risshō Ankoku Ron inoltre egli fece presente che il non adottare la corretta forma di Buddismo avrebbe lasciato il paese aperto a ulteriori e nuovi disastri, inclusi conflitti armati e più specificamente ribellioni interne e invasioni straniere.

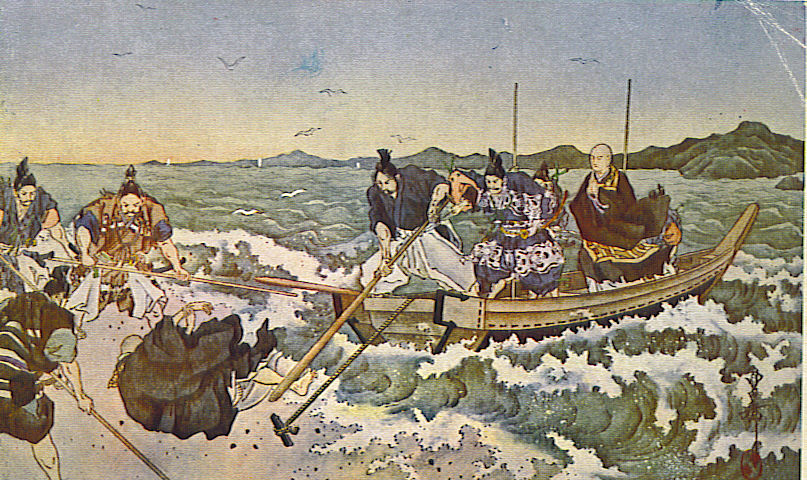
Nichiren esiliato a Izu (1261) in un dipinto del XX Secolo.

Il trattato, pur non ricevendo mai alcuna risposta ufficiale, non passò inosservato alle altre autorità religiose che lo criticarono severamente. In particolare, il proclama irritò l'esponente più importante del clan Hōjō, Hōjō Shigetoki (北条重時, 1198-1261), fervente buddista dell'Amidismo e di conseguenza nel 1261 Nichiren fu arrestato ed esiliato nella penisola di Izu. Graziato nel 1263, durante una visita alla sua città natale l'anno seguente, subì un tentato omicidio da parte di un suo vecchio nemico, Tōjō Kagenobu, anche lui seguace dell'Amidismo.
Gli anni successivi della vita di Nichiren furono caratterizzati da una diffusione crescente dei suoi insegnamenti, in particolare nelle zone occidentali del Giappone, che acuì ulteriormente il risentimento delle altre autorità buddiste. Nel 1268 un ambasciatore coreano sbarcò in Giappone per chiedere il tributo a Kublai Khan, imperatore dei Mongoli. Nichiren inviò nuovamente una missiva al clan Hōjō ricordandogli le sue predizioni sulle sventure nel Giappone se non avesse abbracciato la fede nel Sutra del Loto: i governanti ignorarono il nuovo proclama ma numerose persone del popolo spaventate da una possibile invasione mongola abbracciarono il credo da lui divulgato.
Secondo lo studioso giapponese Watanabe Hōyō:
(Watanabe)

### La «Persecuzione di Tatsunokuchi»
Dopo un acceso scontro con un monaco molto influente dell'epoca, Ninshō Ryōkan (良観, 1217-1303), Nichiren fu nuovamente interrogato dalle autorità nel settembre 1271 e sfruttò questa occasione per sottoporre un nuovo ammonimento alla presenza di Hei no Saemon (平の左衛門, chiamato anche 平頼綱: Taira no Yoritsuna, ?-1293), un politico e un samurai molto potente. Secondo le tradizioni Nichiren, due giorni dopo Hei no Saemon, accompagnato da alcuni samurai, prelevò Nichiren dalla sua abitazione a Matsubagayatsu (Kamakura) allo scopo di decapitarlo, ma un evento astronomico descritto come una grande esplosione di luce si manifestò sul luogo dell'esecuzione (Tatsunokuchi) terrorizzando i samurai e impedendo loro di portarla a termine.
L'episodio è tramandato come la «Persecuzione di Tatsunokuchi» ed è considerato dal Buddismo Nichiren il vero punto di svolta nella vita del monaco, indicato dalla tradizione delle sue scuole come Hosshaku kempon (発迹顕本) ovvero «rinunciare al provvisorio e rivelare la verità». Nichiren in questa circostanza avrebbe rinunciato alla sua "identità provvisoria" di monaco mortale e rivelato la sua vera identità che, a seconda della tradizione, corrisponde alla manifestazione del Bodhisattva Viśiṣṭacāritra (上行菩薩, Jōgyō bosatsu o Bodhisattva Superior Practices) oppure del «Buddha originale dell'ultimo periodo del Dharma» (本仏, Hombutsu).
Dopo la mancata esecuzione, Hei no Saemon decise di esiliare Nichiren a Sado, isola situata nel Mar del Giappone nota per i suoi inverni particolarmente rigidi e perciò come luogo nel quale pochi esiliati erano sopravvissuti. Questo secondo esilio durò quasi tre anni e, nonostante le terribili condizioni, rappresentò uno dei più importanti periodi di insegnamento di tutta la sua vita. A Sado si unirono a lui molti seguaci ed egli ebbe modo di redigere due dei suoi più importanti trattati (gosho, 御書): il Kaimoku shō (開目抄, «L'apertura degli occhi») e il Kanjin no Honzon shō (観心本尊抄, «Il vero oggetto di culto» o più letteralmente: «L'oggetto di devozione per osservare la mente stabilito nel quinto periodo di cinquecento anni dopo la scomparsa del Tathagata»), così come numerose lettere e ulteriori trattati minori che contengono comunque elementi fondamentali del suo insegnamento. Le lettere, o gōshō, rappresentavano infatti per Nichiren il modo più semplice per incoraggiare i suoi discepoli e per insegnare loro la sua dottrina, con termini comprensibili e aiutandosi spesso con esempi o situazioni della vita di tutti i giorni.
Sempre secondo Watanabe Hōyō:
(Watanabe Hōyō)
E ancora:
(Watanabe)
Fu sempre in questo periodo che Nichiren, nel 1272, dipinse il primo gohonzon (御本尊), il mandala che egli vedeva come rappresentazione grafica dell'essenza del Sutra del Loto, la Mistica Legge di causa ed effetto alla base di ogni fenomeno e manifestazione dell'intero universo.
Descrizione del Gohonzon
Diagramma del Gohonzon
Diagramma del Gohonzon trascritto dal Sommo Prelato Nichikan Shonin
1 . Nam-myoho-renge-kyo
2 . Nichiren
3 . Zal gohan - Marchio della firma personale di Nichiren Daishonin .
4 . Dai Bishamon-tenno-Grande Re Celeste Vaishravana ( Sánsc . ) chiamato anche Tamon-ten ( esempio per molti insegnamenti ) .
5 . U kuyo sha fuku ka jugo - Chi farà offerte accumulerà tanta buona fortuna che sorpasserà i dieci titoli onorifici(del Budda ) .
Nota : Nel Buddismo , il termine fare offerte ha un ampio significato ; in questo caso vuol dire rispettare ed elogiare .
6 . Namu Anryugyo Bosatsu Bodhisattva della practica Fermamente Stabile(Sánscrito . Supratishthitacharitra ) .
Nota : La parola namu deriva dalla parola sánscrita namas e significa ' devozione ' o , la fusione perfetta tra la nostra vita e la verità eterna.Si aggiunge ad alcuni nomi nel
Gohonzon come segno di gran rispetto . 7 . Namu Jyogyo Bosatsu - Bodhisattva delle Pratiche Pure ( Sanscrito . Vishuddhacharitra ) .
8 . Namu Shakamuni-butsu - II Budda Shakyamuni .
9 . Namu Taho Nyoral - II Budda Taho . ( Sánscrito Prabhutaratna Tathagata ) .
10 . Namu Jogyo Bosatsu - Bodhisattva delle Pratiche Superiori(Sánscrito . Vishishtacharitra ) .
11 . Namu Muhengyo Bosatsu - Bodhisattva delle Pratiche Illimitate ( Sanscrito . Anantacharitra ) .
12 . Nyaku noran sha zu ha shichibun - A coloro che offenderanno i seguaci della Legge , gli
sarà ripartita la testa in sette pezzi .
13 . Dai Jikoku-tenno - Il Grande Re Celeste che sostiene la nazione . ( Sánscrito . Dhritarashtra ) .
14 . Aizen-myo'o - Divinità buddista ( Sanscrito . Ragaraja ) . Rappresenta il principio buddista de
* I desideri terreni sono illuminazione .
15 . Dai Myojo-tenno - II Grande Re Celeste delle Stelle .
16 . Dal Gattenno - II Grande Re Celeste della Luna o il Dio della Luna .
17 . Taishaku-tenno - II Re Celeste Shakira ( conosciuto anche come il Re Celeste Indra ) .
18 . Dai Bontenno-II Grande Re Celeste Brahma .
19 . Dal Rokuten no Mao Il Re Demone del Sesto Cielo .
20 . Dai Nittenno - Il Grande Dio Celeste del Sole , o il Dio del Sole .
21 . Fudo-myo'o - Divinità buddista Achala scritto in Sansrito o Sidham ) .
22 . Hachi Dairyuo - Gli otto Grandi Re Dragoni .
23 . Dengyo Daishi - Il Grande maestro Dengyo .
Nel febbraio 1274 Nichiren fu perdonato dalle autorità e, nel mese di marzo, gli fu consentito di rientrare a Kamakura.
Nella capitale politica del Giappone fu nuovamente interrogato da Hei no Saemon il quale era interessato ad avere da lui informazioni su una temuta invasione da parte dei Mongoli. L'arrivo sull'isola di ambasciatori mongoli che chiedevano sottomissione e tributi da parte del Giappone aveva infatti convinto le autorità a credere che le previsioni di Nichiren riguardo un'invasione straniera stessero per avverarsi (cosa che in effetti accadde nell'ottobre del 1274, con un tentativo di sbarco). Ancora una volta, Nichiren sfruttò l'interrogatorio per sottoporre ai governanti il suo terzo ammonimento.

### Il ritiro sul monte Minobu, ultimi anni e morte
Poiché anche il terzo ammonimento non fu accolto, Nichiren seguì l'antica tradizione cinese che imponeva a chi avesse posto invano tre ammonimenti di lasciare il Paese. Nel mese di maggio del 1274, decise perciò di ritirarsi in esilio volontario sul monte Minobu. A eccezione di brevi spostamenti, Nichiren vi trascorse il resto della sua vita, con i suoi discepoli vi edificò un tempio, il Kuon-ji (久遠寺), e continuò la sua opera di insegnamento e di scrittura.

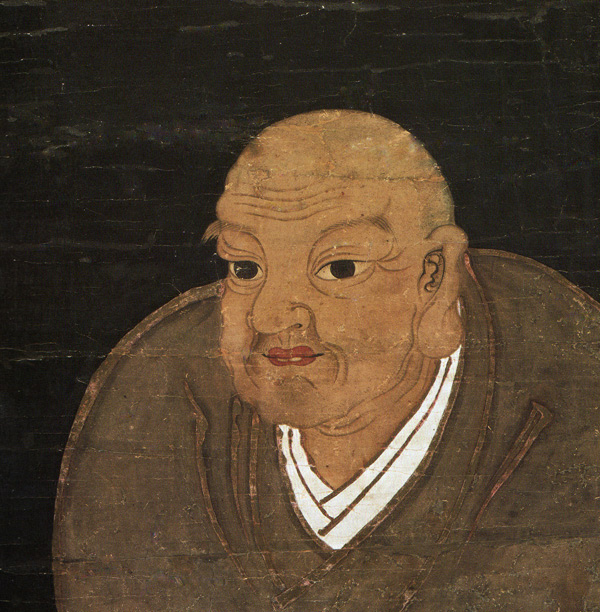
Ritratto di Nichiren (secolo XIV-XV)

Nichiren trascorse i suoi ultimi anni scrivendo nuovi gosho, dipingendo gohonzon per i suoi discepoli e impartendo i suoi insegnamenti. Quando le sue condizioni di salute iniziarono a peggiorare, molti suoi discepoli tentarono di convincerlo a trasferirsi in luoghi più caldi e accoglienti per trarne beneficio. Egli lasciò infine Minobu con alcuni di loro l'8 settembre 1282.
10 giorni dopo il suo arrivo alla residenza di uno dei suoi principali credenti laici, Ikegami Munenaka (luogo che da questi ha preso il nome di quartiere Ikegami, nel sobborgo di Ōta, Tokyo), Nichiren sentì che la sua vita stava giungendo al termine e cominciò a prepararsi. Il 25 settembre tenne il suo ultimo discorso sul Risshō Ankoku Ron e l'8 ottobre nominò custodi del tempio Kuon-ji sei discepoli anziani: Nikkō (日興, 1246-1333), Nikō (日向1253-1314), Nichirō (日朗, 1245-1320), Nisshō (日昭, 1221-1323), Nichiji (日持, 1250-?) e Nitchō (日頂, 1252-1317) con l'espressa disposizione che continuassero a propagare i suoi insegnamenti dopo la sua morte.
Il 13 ottobre 1282, nell'«ora del dragone» (circa le 8:00 del mattino), Nichiren morì o, secondo la tradizione della sua scuola, entrò nel parinirvāṇa (般涅槃 hatsunehan) alla presenza di molti discepoli e credenti laici. Il funerale e la cremazione si svolsero il giorno successivo. Il suo discepolo Nikkō lasciò la casa di Ikegami con le sue ceneri il 21 ottobre, raggiungendo nuovamente Minobu il 25. Il luogo di sepoltura, per volontà dello stesso Nichiren, si trova nel tempio Kuon-ji e parte delle ceneri è conservata anche nel tempio Taiseki-ji. Dopo la morte, i suoi insegnamenti vennero interpretati in diverso modo dai discepoli, in particolare dai sei anziani nominati custodi del tempio. Di conseguenza, il Buddismo Nichiren comprende oggi diverse scuole principali e altre minori, ciascuna con la propria interpretazione delle dottrine impartite dal fondatore, nonché della pratica.

## Scritti
Di Nichiren si conservano oggi numerose opere. Oltre a numerosi gosho disponiamo di un manoscritto di un importante commentario al Sutra del Loto redatto sul retro di una copia del 法華三部經 (giapp. Hokke sanbu kyō) che corrisponde a un'edizione contenente anche altri due sutra inseriti come prologo ed epilogo allo stesso: il Sutra dell'Infinito Significato (無量義經, Muryōgi Kyō, T.D. 276, 9.383b-389b) e il Sutra della Meditazione del Bodhisattva Samantabhadra (觀普賢菩薩行法經, Kan fugenbosatsu gyōhō kyō o anche Fugen Kyō, T.D. 277, 10.389-394).
Importanti scritti oltre il Risshō Ankoku Ron (1260) in WND I: 2, On Establishing the Correct Teaching o «Assicurare la pace nel paese attraverso la propagazione del vero Buddismo», sono:
- Kaimoku shō (開目抄) (1272) in WND I: 30, The Opening of the Eyes (I)&(II) o scritto in due parti «Liberazione dalla cecità»;
- Kanjin no Honzon shō (観心本尊抄見聞) (1273) in WND I: 39, The Object of Devotion for Observing the Mind;
- Senji shō (撰時抄) (1275) in WND I: 66, The Selection of the Time;
- Hōon shō (報恩抄) (1276) in WND I: 88, On Repaying Debts of Gratitude.[11]

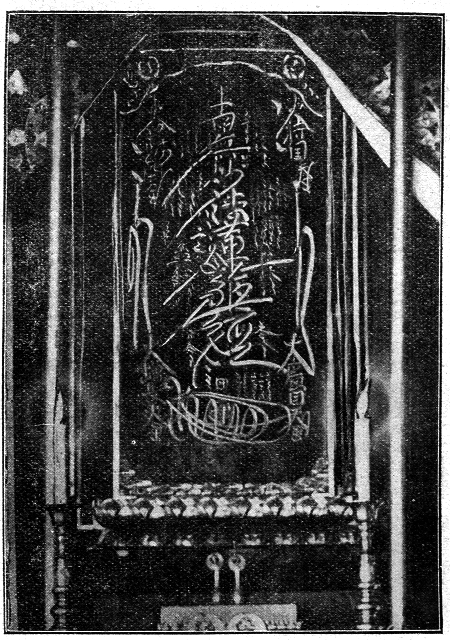
Dai-Gohonzon attribuito a Nichiren, conservato al tempio Taiseki-ji

Alcune scuole si riferiscono all'interezza del Buddismo Nichiren come: «insegnamento di una vita», descrizione piuttosto adatta alla luce del gran numero di scritti che il fondatore ha lasciato. Molti di questi esistono ancora nella loro originaria forma manoscritta, alcuni per intero, altri come frammenti e altri ancora sono arrivati a noi come copie redatte dai suoi primissimi discepoli.
Oggi gli studiosi di Nichiren hanno accesso a più di 700 dei suoi lavori, incluse trascrizioni di insegnamenti orali, lettere di rimostranza e anche illustrazioni: Nichiren dipinse infatti per discepoli e credenti laici anche numerosi Gohonzon, molti dei quali sono arrivati fino ai giorni nostri e sono conservati in alcuni templi come il Taiseki-ji (大石寺) a Fujinomiya, nella Prefettura di Shizuoka, che ne possiede una vasta collezione, esposta al pubblico una volta l'anno nel mese di aprile.
Oltre che ai trattati scritti in kanbun (漢文), forma di scrittura formale modellata sul cinese classico che era la lingua del governo e degli insegnamenti nel Giappone dell'epoca, Nichiren scrisse anche lettere e spiegazioni per i suoi discepoli e credenti laici in un vernacolo misto kanji–kana così come lettere in semplice kana per i credenti che non riuscivano a leggere lo stile più formale. Queste lettere (gosho) rappresentano oggi un prezioso aiuto per i buddisti nichiren perché grazie alla loro semplicità e immediatezza offrono un chiaro esempio del pensiero del fondatore.
Alcuni dei lavori scritti in kanbun, in particolare il Risshō Ankoku Ron, sono considerati capolavori esemplari di stile, mentre molte delle lettere mostrano un'inusuale comprensione, empatia e vicinanza per le persone più disagiate della sua epoca. Osservatori moderni hanno ravvisato anche un messaggio politico nei suoi lavori: durante il periodo precedente la Seconda guerra mondiale il governo insistette perché numerosi passaggi e perfino interi documenti venissero eliminati dal corpus dei suoi scritti poiché ritenuti offensivi nei riguardi dell'Imperatore; nello stesso periodo, altri vollero al contrario interpretare il Rissho Ankoku Ron in senso nazionalistico: in particolare Tanaka Chigaku (田中智學, 1861-1939) e Nissho Honda (1867-1931) fondarono una scuola di pensiero chiamata "nichirenismo" che influì nel preparare la strada alla guerra e all'invasione dei Paesi asiatici vicini da parte del Giappone.
Gli scritti di Nichiren, conosciuti anche come go-ibun, sono disponibili in varie raccolte. Molti appaiono nell'antologia di letteratura classica giapponese in 102 volumi pubblicata dalla Iwanami Shoten tra la fine degli anni cinquanta e l'inizio anni sessanta, così come altre raccolte similari di letteratura classica. La raccolta più famosa è la Nichiren Daishōnin Gosho Zenshū (日蓮大聖人御書全集: "Raccolta completa delle opere di Nichiren Daishōnin") edita per iniziativa di Jōsei Toda, secondo presidente della Sōka Gakkai, il quale chiese al 59º Patriarca della Nichiren Shōshū Hori Nichiko – da tempo a riposo dagli incarichi legati al rango di prete e pertanto totalmente immerso nello studio – di collaborare alla realizzazione di questo progetto editoriale in accordo con lo spirito del Daishōnin. La pubblicazione, frutto di attenta ricerca ed estenuante impegno, vide la luce nel 1952, in occasione del settimo centenario dalla fondazione del Buddismo di Nichiren. Nel 1994 il tempio Taiseki-ji ha pubblicato una nuova raccolta intitolata: Heisei shimpen Nichiren daishōnin gosho (平成新編 日蓮大聖人御書) la quale presenta gli scritti di Nichiren in ordine cronologico, a cominciare da un documento datato 1242 (epoca in cui l'autore stava studiando nel tempio Enryaku-ji a Kyōto) e include 81 lavori non pubblicati nel Gosho Zenshū.

### Opere di Nichiren
- (JA)  平成新編 日蓮大聖人御書  (Heisei Shimpen Nichiren Daishonin Gosho) [Nuova raccolta dell'era Heisei degli scritti di Nichiren Daishonin], Taisekiji, 1994.
- (EN) Letters of Nichiren, traduzione di Philip B. Yampolsky, a cura di Burton Watson et al., New York, Columbia University Press, 1996, ISBN 0-231-10384-0.
- (EN) The Writings of Nichiren Daishonin, Soka Gakkai, 1999 (archiviato dall'url originale il 2 febbraio 2006).
- (EN) The Record of the Orally Transmitted Teachings, traduzione dal cinese all'inglese di Burton Watson, 2005, ISBN 9788193905548.

### Opere su Nichiren
- (JA)  日蓮大聖人正伝  Nichiren Daishōnin Shōden [Biografia ortodossa di Nichiren Daishonin], Taisekiji, 1981.
- (EN) A Dictionary of Buddhist Terms and Concepts, Tokyo, NSIC, 1983.[1]
- (EN) J.A. Christensen, Nichiren. Leader of Buddhist Reformation in Japan, Fremont (California), 2001.
- Claudio Iacono (a cura di), Vita di Nichiren Daishonin, Esperia, 2000, ISBN 88-86031-55-6.
- Daisaku Ikeda (a cura di), La Rivoluzione Umana, voll. 5/6, Esperia.
- (EN) Yasuji Kirimura, The Life of Nichiren Daishonin, NSIC, 1980.[1]
- Jesús López-Gay, Nichiren, in AA.VV., Le grandi figure del Buddismo, Assisi, Cittadella editrice, 1995, ISBN 88-308-0578-5.
- Claudio Micheli (a cura di), Il Buddismo di Nichiren Daishonin, Esperia, ISBN 88-86031-36-X.
- (EN) Daniel B. Montgomery, Fire in the Lotus: The Dynamic Buddhism of Nichiren, London, Mandala, 1991, ISBN 1-85274-091-4. Ospitato su archive.org.
- (EN) David A. Snow, Shakubuku: A Study of the Nichiren Shoshu Buddhist Movement in America, New York and London, Garland, 1993, ISBN 0-8153-1137-0.
- (EN) Hōyō Watanabe, Nichiren, in Encyclopedia of Religion, New York, MacMillan, 2004,  pp. 6603 e ss. Traduzione italiana  Nichiren, in Enciclopedia delle Religioni, diretta da Mircea Eliade, vol. 8, Milano, Jaca Book,  pp. 434 e ss.